# Adam Klavík
Adam Klavík (* 6. dubna 1990) je český fotbalový útočník, od srpna 2014 působící v Loko Vltavín.

## Klubová kariéra
Svoji fotbalovou kariéru začal v Písku, odkud ještě jako dorostenec přestoupil do Slavie Praha. V roce 2009 se dohodl na kontraktu s Českými Budějovicemi. Od zimy 2010/11 působí na hostování v jiných klubech. Konkrétně v roce 2011 ve Varnsdorfu, v ročníku 2011/12 zpět v Písku, na podzim 2012 v Horních Měcholupech, na jaře 2013 v Mostě. V červenci 2013 České Budějovice definitivně opustil a přestoupil do Bohemians Praha 1905, kde po roce předčasně skončil a dohodl se na kontraktu s Lokem Vltavín.